# Penwood
Penwood – przysiółek w Anglii, w Hampshire. Leży 21,7 km od miasta Basingstoke, 32,2 km od miasta Winchester i 90,4 km od Londynu. W 2015 miejscowość liczyła 620 mieszkańców.